# Abraliopsis gilchristi
Abraliopsis gilchristi är en bläckfiskart som först beskrevs av Robson 1924.  Abraliopsis gilchristi ingår i släktet Abraliopsis och familjen Enoploteuthidae. Inga underarter finns listade i Catalogue of Life.